# Astronomía razonable
Astronomía razonable és el sisè àlbum d'estudi de El Último de la Fila, va ser llançat al mercat en 1993 per la discogràfica EMI amb el segell de Perro Records, en format LP i CD. Consta de tretze cançons inèdites i la versió instrumental del tema Mar antiguo. Els temes La risa tonta i Hagámoslo no es van incloure en l'edició en disc de vinil.
En aquest treball el grup s'acosta més al pop rock mestís del que ho havia fet fins llavors. Abunden les baladas i la guitarra acústica es deixa sentir en la majoria dels temes, així com les percussions. El canvi d'estil respecte al seu anterior disc, Nuevo pequeño catálogo de seres y estares, va ser notable, ja que van abandonar per complet els sintetitzadors.
L'àlbum va ser presentat en directe mitjançant una gira de concerts per tot el territori espanyol. A més, van realitzar una gira europea amb concerts a Alemanya i Itàlia. Va rebre un dels Premis Ondas 1993.

## Llista de cançons
| Núm. | Títol                                           | Lletra                | Música                | Durada |
| ---- | ----------------------------------------------- | --------------------- | --------------------- | ------ |
| 1.   | «El que canta su mal espanta»                   | M. García             | M. García i Q. Portet | 3:37   |
| 2.   | «Lápiz y tinta»                                 | M. García             | M. García i Q. Portet | 3:46   |
| 3.   | «Remando sobre el polvo»                        | M. García             | M. García i Q. Portet | 3:38   |
| 4.   | «La risa tonta»                                 | Q. Portet             | Q. Portet i M. García | 4:03   |
| 5.   | «Hierbas de Asia»                               | Q. Portet             | Q. Portet i M. García | 3:53   |
| 6.   | «Como un burro amarrado en la puerta del baile» | M. García             | M. García i Q. Portet | 3:37   |
| 7.   | «Astronomía razonable»                          | Q. Portet             | Q. Portet             | 4:36   |
| 8.   | «Piedra sobre piedra»                           | M. García             | M. García i Q. Portet | 3:47   |
| 9.   | «Vino dulce»                                    | Q. Portet             | Q. Portet             | 3:48   |
| 10.  | «Mar antiguo»                                   | Q. Portet             | Q. Portet y M. García | 3:31   |
| 11.  | «Cosas que pasan»                               | M. García             | M. García y Q. Portet | 4:07   |
| 12.  | «Sumo y resto»                                  | M. García             | M. García y Q. Portet | 4:15   |
| 13.  | «Hagámoslo»                                     | M. García y Q. Portet | M. García y Q. Portet | 3:11   |
| 14.  | «Mar antiguo» (Instrumental)                    |                       | Q. Portet y M. García | 3:01   |

## Senzills i maxisenzills
Es van extreure els següents senzills de l'àlbum:
- El que canta su mal espanta (EMI, 1993)
- Hierbas de Asia (EMI, 1993)
- Como un burro amarrado en la puerta del baile (EMI, 1993)
- Mar antiguo (EMI, 1993)
- Lápiz y tinta (EMI, 1993)
- Cosas que pasan (EMI, 1993)

## Personal
- Productors: David Tickle i Quimi Portet.
- Enginyers: David Tickle i Chris Lawson.
- Enginyer de mescles: David Tickle.
- Estudis d'enregistrament: Real World Studios (Anglaterra).
- Moment d'enregistrament: Entre setembre i desembre de 1992.
- Arranjaments de corda: Caroline Dale.
- Tècnic d'instruments: J. A. "Busta" de la Font.
- Management: Anna Carrascal, de Gos Management.
- Management internacional: Michael Lang, de Better Music.
- Grafisme: Sexto.
- Foto portada: McDermitt / McGough.

### Músics
- Manolo García: Veu, percussió.
- Quimi Portet: Guitarra, teclats, harmònica.
- Antonio Fidel: Baix.
- Juan Carlos García: Bateria, percussió, cors.
- Pedro Javier González: Guitarres, Llaüt.
- Nacho Lesko: Teclats, piano, acordió.
- Simon Clark: Òrgan Hammond.
- Hossam Ranzy: Percussió.
- Caroline Dale: Violoncel.
- Rosemary Furniss: Violí.
- Christopher Warren-Green: Violí.
- Andrew Brown: Viola